# Károly Eusebius liechtensteini herceg
Károly Özséb (Karl Eusebius von Liechtenstein; 1611. április 11. – 1684. április 5.) Liechtenstein hercege 1627 és 1684 között.

## Élete

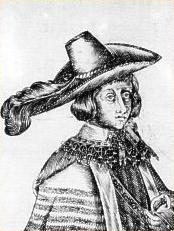
Károly Eusebius

Károly Özséb 1611. április 11-én született I. Károly liechtensteini herceg és felesége, Anna Maria Šemberová negyedik gyermekeként. Ő volt a herceg egyetlen, felnőttkort megélt fia. Apja 1627-es halálakor még csak 16 éves volt, ezért nagybátyjai, Maximilian és Gundakar intézték helyette a hercegség ügyeit. 1632-ben nagykorúvá nyilvánították és átvette a család sziléziai birtokait a Troppaui és Jägerndorfi hercegségekben. 1639-ben kinevezték Szilézia kormányzójává, de két évvel később III. Ferdinánd egyik rendelete miatt tiltakozásul lemondott. 
A családot súlyosan érintette a harmincéves háború és Károly Eusebius fő feladatának a birtokok megtartását és a család összetartását tekintette. A háborús pusztításokon felül a császári kamara apja birtokvásárlásainak és -szerzéseinek egy részét jogszerűtlennek ítélte és 1,7 millió guldenes bírságot rótt ki a hercegre. 
Anyagi nehézségei ellenére Károly Özséb lelkes műgyűjtő volt, ő alapozta meg a Liechtenstein-család gyűjteményét. Ezen kívül tehetséges lótenyésztő, kertépítő és építész is volt; ő maga is kiadott 1675-ben egy építészelméleti könyvet.
1684. április 5-én halt meg Schwarzkosteletzben, 72 éves korában.

## Családja
Károly Özséb 1644-ben vette feleségül unokahúgát, Johanna Beatrix von Dietrichstein-Nikolsburgot. Kilenc gyermekük született:
- Eleonora Maria Rosalia (1647–1704) feleségül ment Johann Seyfried von Eggenberg herceghez
- Anna Maria (1648–1654)
- Maria Theresia (1649–1716) feleségül ment Jakob Leslie grófhoz, majd annak 1691-es halála után Johann Balthasar von Wagensörg grófhoz
- Johanna Beatrix (1650–1672) feleségül ment II. Maximilian von Liechtensteinhez
- Franz Dominik Eusebius († 1652)
- Karl Josef († 1652)
- Franz Eusebius Wenzel (1654–1655)
- Cäcilie († 1655)
- Johann Adam Andreas (1662–1712) Liechtenstein hercege

## Fordítás
- Ez a szócikk részben vagy egészben  a   Karl Eusebius von Liechtenstein című német Wikipédia-szócikk ezen változatának fordításán alapul.  Az eredeti cikk szerkesztőit annak laptörténete sorolja fel. Ez a jelzés csupán a megfogalmazás eredetét és a szerzői jogokat jelzi, nem szolgál a cikkben szereplő információk forrásmegjelöléseként.

| Előző uralkodó: I. Károly | Liechtenstein hercege 1627 - 1684 | Következő uralkodó: I. János Ádám |